# Stadionul Corvinul 1921 Hunedoara
Stadionul Corvinul 1921 Hunedoara este un stadion multifuncțional din Hunedoara, județul Hunedoara, România. Este folosit în principal pentru meciuri de fotbal și este terenul propriu al echipei Corvinul Hunedoara. Stadionul are o capacitate de 16.000 locuri. Aici s-a jucat pe 1 mai 1982, meciul de fotbal dintre România și Cipru din preliminariile Campionatului European - Euro84, încheiat cu scorul de 3-1 pentru echipa țării noastre. În prezent, este cel mai mare stadion de fotbal din județul Hunedoara, urmat de Stadionul Petre Libardi din Petroșani. Stadionul a fost distrus in 1987, iar apoi s-a reconstruit in anul 1995.
Între 2011 și 2024, stadionul a purtat numele unui fost jucător, Michael Klein, care a jucat la echipă 313 meciuri între anii 1973–1988. În 2024, Consiliul Local al municipiului Hunedoara a decis schimbarea denumirii Complexului Sportiv „Michael Klein” în Complexul Sportiv „Corvinul 1921 Hunedoara” după ce moștenitorii lui Michael Klein au anunțat că nu au fost consultați, informați și nici nu s-a obținut acordul lor scris în 2011 pentru ca numele lui Klein să fie dat complexului sportiv. Acest stadion urmează să fie demolat, în locul său urmând să fie construit noul ”Complex Sportiv Corvinul 1921 Hunedoara”, care va avea o arenă cu 10.000 de locuri. Această investiție în valoare de  65 de milioane de euro va fi derulată prin CNI, în colaborare cu Consiliul Județean.